# О′Хигинс
ФК О′Хигинс (на испански: O'Higgins Fútbol Club) е чилийски професионален футболен отбор от град Ранкагуа, регион О'Хигинс. Създаден е на 7 април 1955 г. след сливането на Америка де Ранкагуа и О'Хигинс Брейдън. Кръстен е на националния герой на Чили Бернардо О'Хигинс. Шампион на Примера Дивисион в турнира Апертура през сезон 2013/2014.

## История
В средата на 20 век в Ранкагуа съществуват три големи футболни отбора – Америка де Ранкагуа (основан през 1916 г., двукратен вицешампион на втора дивизия), Институто О′Хигинс (основан през 1925 г., едно трето място във втора дивизия) и „заводският“ отбор на американската минна компания Брейдън Копър Къмпани. През 1954 г. последните два тима се обединяват и под името О′Хигинс Брейдън още същата година финишират на първо място във втора дивизия без загубен мач. На второ място завършва Америка де Ранкагуа. Според формата на първенството О′Хигинс Брейдън и Америка де Ранкагуа трябва да влязат в Примера Дивисион, но това е в разрез с политиката на ръководния орган на футбола Асосиасион Сентрал де Футбол в елитната дивизия да няма два отбора от един и същи град (отборите от Сантяго са от различни квартали и предградия на столицата), още повече ако градът е с размерите на Ранкагуа по това време – около 40000 жители. Президентът на централата Карлос Дитман излиза с предложение двата отбора да се слеят, но това среща неудобрението на президентите и привържениците. За да не се стигне до обединение на двата местни врага, тимът на Америка е готов да остане във втора дивизия, но в крайна сметка след заплахата от страна на президента на централата двата отбора да бъдат изхвърлени от професионалния футбол, след дълги преговори двата отбора се сливат. Труден е и изборът за президент – след равенство във вота между шефовете на О′Хигинс Брейдън и Америка Франсиско Райчевич и Мануел Рикелме, Карлос Дитман предлага изборът да се реши посредством хвърляне на монета, като жребият е спечелен от Райчевич.
През първия си сезон в елита О′Хигинс завършва на девето място. До 1963 г., когато остава на последно място и изпада във втора дивизия, тимът финишира предимно в средата на класирането, като изключение прави само 1959 г., когато се класира четвърти с равен брой точки с третия Сантяго Уондърърс. Във втора дивизия „Небесносините“ остават само един сезон, през който печелят титлата и се връщат обратно в Примера Дивисион. През следващите десетина сезона историята се повтаря – класирания в златната среда, прекъснати от още едно четвърто място, отново с равен брой точки с третия Уачипато, и ново изпадане през 1975 г. след заемане на последното място в класирането. След второ място във втора дивизия още през следващия сезон и промоция в Примера Дивисион, идва време за първо участие за Копа Либертадорес – през 1978 г. О′Хигинс завършва на трето място в първенството, а в националния бараж за място в турнира за Копа Либертадорес – на второ. Дебютът в континенталния турнир обаче е неуспешен – второ място в група 4 след чилийския Палестино и пред представителите на Венецуела Португеса и Депортиво Галисия. През 1979 г. О′Хигинс се класира пети и след първо място в националния бараж се класира за второ поредно издание на Копа Либертадорес. Този път тимът стига до полуфинал. По пътя дотам „Небесносините“ печелят група 5 благодарение на по-добрата си голова разлика от сънародниците от Коло Коло и парагвайските Серо Портеньо и Сол де Америка (и четирите отбора имат по шест точки), а в полуфиналната група Б остава на последно място след уругвайския Насионал Монтевидео и парагвайския Олимпия. След като финишира на второ място в турнира за Купата на Чили през 1983 г., отборът отново се сдобива с квота за Копа Либертадорес, но остава на последно място в група 2. През 1985 г. О′Хигинс изпада във втора дивизия, но две години по-късно се връща в Примера Дивисион, където играе без особен успех до 1996 г. и в периода 1999 – 2001.
Най-дългото си отсъствие от елита „Небесносините“ регистрират между 2002 и 2005 г. В турнира Клаусура през 2006 г. О′Хигинс стига до полуфинал, загубен от Аудакс Италяно с общ резултат 6:5. Следват класирания в средата на таблицата, включително няколко, даващи право на участие в плейофите, но там тимът не успява да прескочи първия елиминационен кръг, за да се стигне до 2011 г., когато О′Хигинс започва постепенно да подобрява представянето си. Тази година играе полуфинал в турнира Апертура, а в същия турнир година по-късно остава на второ място след като губи финала от Универсидад де Чиле с общ резултат 3:3 и 2:0 при дузпите. На 9 февруари 2013 г. автобус с фенове на отбора, връщащи се от гостуването на Уачипато, пада в пропаст близо до град Томе, като в резултат на катастрофата загиват 16 души, повечето от които са на възраст между 15 и 28 години. В тяхна почит „Небесносините“ започват да играят с черна лента под емблемата на своите екипи. Най-големият успех в историята си О′Хигинс постига през сезон 2013/2014, когато печели шампионската титла на турнира Апертура, след като в завършва с равен брой точки с Универсидад Католика, а допълнителният решаващ титлата мач печили с 1:0. В последвалия турнир Клаусура остава на трето място, а през 2014 г. печели Суперкупата на Чили след 1:1 в редовното време и 3:2 при изпълнението на дузпи срещу Депортес Икике. За Копа Либертадорес 2014 финишира на трето място в група 3.

## Известни бивши футболисти
- Анибал Гонсалес
- Габриел Мендоса
- Джордж Робледо
- Жан Босежур
- Карлос Кармона
- Кларенс Акуня
- Клаудио Борхи
- Кристобал Хоркера
- Нелсон Акоста
- Нелсон Тапия
- Федерико Вайро
- Фернандо Корнехо
- Хайме Рамирес
- Херардо Мартино
- Хосе Педро Фуенсалида

## Известни треньори
- Едуардо Берисо
- Мануел Пелегрини
- Нелсон Акоста
- Хорхе Сампаоли

## Успехи
- Примера Дивисион:
  - Шампион (1): 2013/2014 А
  - Вицешампион (1): 2012 А
- Примера Б:
  - Шампион (1): 1964
  - Вицешампион (3): 1976, 1986, 1998
- Копа Чиле:
  - Финалист (2): 1983, 1994
- Копа Апертура де ла Сегунда Дивисион:
  - Носител (1): 1986
- Суперкопа де Чиле:
  - Носител (1): 2014
- Копа Либертадорес:
  - Полуфинал (1): 1980

## Рекорди
- Най-голяма победа:
  - в Примера Дивисион: 7:1 срещу Артуро Фернандес Виал, 1990 г.
  - в Примера Б: 7:3 срещу Лота Швагер, 2004 г.
  - за Купата на Чили: 7:0 срещу Сан Антинио Унидо, 2012 г.
  - в международни турнири: 6:0 срещу Галисия де Арагуа, 1979 г.
- Най-голяма загуба:
  - в Примера Дивисион: 8:1 срещу Кобрелоа, 1994 г.
  - в международни турнири: 5:1 срещу Боливар, 1984 г.
- Най-много поредни мачове без загуба: 17, 1989 г.
- Най-много голове: Анибал Гонсалес – 117
- Най-много голове в един мач: Анибал Гонсалес – 6
- Най-много минути без допуснат гол: Ектор Бара – 610, 2006 г.